# 大森テレビ中継局
大森テレビ中継局（おおもりテレビちゅうけいきょく）は、秋田県横手市大森町に置かれているテレビ中継局である。

## 概要
- 当中継局は、横手市大森町上溝字菅蛭沢69番地の内の藍婆神社東方高地に置かれ、大森地域（旧大森町）内へ電波を発射している。

## 中継局概要

### デジタルテレビ
| リモコンキーID | 放送局名          | 物理チャンネル | 空中線電力 | ERP  | 放送対象地域 | 放送区域内世帯数 | 開局日         |
| 1              | NHK秋田総合テレビ | 39ch           | 300mW      | 1.8W | 秋田県       | 約1400世帯       | 2008年11月11日 |
| 2              | NHK秋田教育テレビ | 35ch           | 300mW      | 1.8W | 全国         | 約1400世帯       | 2008年11月11日 |
| 4              | ABS秋田放送       | 24ch           | 300mW      | 1.8W | 秋田県       | 約1400世帯       | 2008年11月11日 |
| 5              | AAB秋田朝日放送   | 27ch           | 300mW      | 1.8W | 秋田県       | 約1400世帯       | 2008年11月11日 |
| 8              | AKT秋田テレビ     | 28ch           | 300mW      | 1.8W | 秋田県       | 約1400世帯       | 2008年11月11日 |

### アナログテレビ
| 放送局名          | チャンネル | 空中線電力       | ERP               | 放送対象地域 | 放送区域内世帯数 |
| AKT秋田テレビ     | 30ch       | 映像3W /音声7.5W | 映像21W /音声5.3W | 秋田県       | 不明             |
| ABS秋田放送       | 32ch       | 映像3W /音声7.5W | 映像21W /音声5.3W | 秋田県       | 不明             |
| NHK秋田教育テレビ | 34ch       | 映像3W /音声7.5W | 映像24W /音声6.1W | 全国         | 不明             |
| NHK秋田総合テレビ | 36ch       | 映像3W /音声7.5W | 映像24W /音声6.1W | 秋田県       | 不明             |
| AAB秋田朝日放送   | 38ch       | 映像3W /音声7.5W | 映像21W /音声5.3W | 秋田県       | 不明             |

- 2011年7月24日で廃局。